# Herrschaft Schlackenwerth

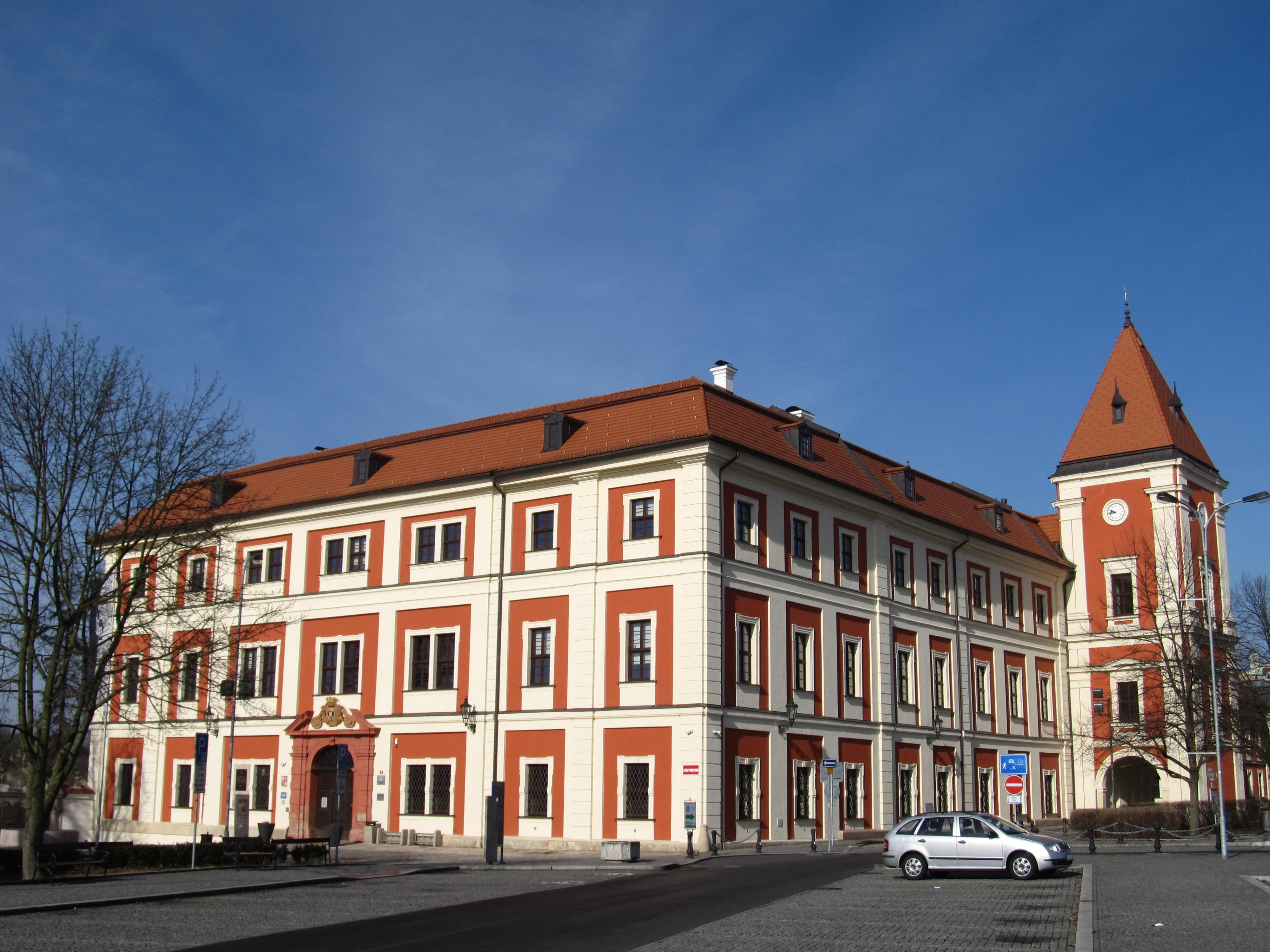
Schloss Schlackenwerth

Die Herrschaft Schlackenwerth (Ostrov nad Ohří) war eine Herrschaft im Elbogener Kreis in Böhmen. 1848/49 erfolgte die Aufhebung der Patrimonialherrschaften und die Bildung der Gerichtsbezirke.

## Lage
Die Herrschaft lag im nordwestlichen Teil des Kreises. Sie grenzte östlich an die Herrschaft Hauenstein, südöstlich an das Gut Welchau und ein Teil der Herrschaft Gießhübel, südlich an das Gut Dalwitz, südwestlich an die Herrschaft Tüppelsgrün, westlich an die Herrschaft Neudek, nordwestlich an die königliche Bergstadt Platten (Horní Blatná), nördlich und nordöstlich an die königliche Bergstadt St. Joachimstal (Jáchymov).

## Geschichte
Einer Legende nach soll Schlackenwerth vom Fürsten Slakow von Riesenberg erbaut worden sein, nach dessen Namen die Stadt benannt wurde. Bis zum 15. Jahrhundert war Schlackenwerth Eigentum der königlichen Kammer und mit den Herrschaften Hauenstein und Tüppelsgrün vereinigt. 1419 verpfändete es Kaiser Sigismund an Kaspar Schlick. Der Besitz verblieb in den Händen der sogenannten Schlackenwerther Linie der Familie. 1489 wurde das Herrschaftsgebiet geteilt. Kaspar II. Schlick erbaute an Stelle einer Veste ein neues Renaissance-Schloss. 1575 fiel Schlackenwerth an die Grafen von Schönburg-Glauchau, welche 1590 die Herrschaft an den Rat der Stadt verpfändete. 1602 kam sie für eine Kaufsumme von 71.000 Talern gänzlich an die Stadt. Da Schlackenwerth an dem Aufstand gegen Kaiser Ferdinand II. teilnahm, wurde sie ihres Besitzes und Privilegien für verlustig erklärt.
Nach der Schlacht am Weißen Berg gelangte die konfiszierte Stadt und Herrschaft für 150.000 fl. an Herzog Julius Heinrich von Sachsen-Lauenburg, der sich im Dreißigjährigen Krieg als kaiserlicher Feldherr verdient gemacht hatte. Nach seinem Tode 1666 erbte es Herzog Julius Franz von Sachsen-Lauenburg, der sie 1689 seiner Tochter Prinzessin Franziska Sibylla Augusta von Sachsen-Lauenburg, Ehefrau von Markgraf Ludwig Wilhelm von Baden-Hochberg überließ. Seither war Schlackenwerth Besitz des markgräflich Badischen Hauses. Nach dem Tode des letzten männlichen Vertreters Markgraf Georg August von Baden erhielt es dessen Nichte Prinzessin Elisabeth Auguste. Das Nutzniessrecht wurde ihr von Kaiserin Maria Theresia auf Lebenszeit zugesprochen. Nach ihrem Tode 1782 fiel es an die königliche Kammer zurück.
1811 gelangte die Herrschaft an Erzherzog Ferdinand von Toskana, jedoch wurde sie von Hauenstein und Tüppelsgrün getrennt. Für mehr als 100 Jahre in Besitz der Familie wurde das Schloss seither als Sommersitz verwendet. 1832 umfasste die Herrschaft noch das Weisse Schloss in Schlackenwerth  sowie drei Städte, 30 Dörfer, letztere enthalten 622 Wohngebäude mit 3587 Einwohnern, die vor allem Feldbau und Viehzucht betreiben. Der Sitz des Amtes befindet sich in der Schutztadt Schlackenwerth. Diese enthält 238 Häuser mit 1191 Einwohnern, die Gewerbe und Ackerbau verrichten. Das Munizipalstädtchen Bärringen zählt 202 Häuser mit 1460 Einwohnern die nach dem Niedergang des Bergbaues im Spitzenklöppeln und Spitzenhandel tätig sind. Das Munizipalstädtchen Lichtenstadt zählt über 1000 Einwohner, davon 163 Christen- und 37 Judenhäuser, die von der Feldwirtschaft, Gewerbe und Handel leben.
Nach der Revolution 1848/1849 wurde im Kaisertum Österreich die Erbuntertänigkeit und die Patrimonialgerichtsbarkeit aufgehoben und die Gerichtsbezirke gebildet. Die Grundherren waren somit nur noch Grundbesitzer.

## Zugehörige Orte
- Schlackenwerth (Ostrov nad Ohří)
- Unter-Brand (Dolní Ždár)
- Weidmesgrün (Vykmanov)
- Arletzgrün (Arnoldov)
- Lehen (Hanušov)
- Honnersgrün (Hanušov)
- Permesgrün (Květnová)
- Haidles (Borek)
- Lititzau (Liticov)
- Neudörfel (Nova Víska)
- Grasengrün (Hájek u Ostrova)
- Fuchsloch (Liščí Díra)
- Gfell (Kfely)
- Pfaffengrün (Popov)
- Tiefenbach (Hluboký)
- Lichtenstadt (Hroznětín)
- Großenteich (Velký Rybník)
- Halmgrün (Podlesí)
- Langgrün (Bystřice)
- Ullersgrün (Oldřiš u Merklína)
- Kaff (Plešivec)
- Wölfling (Vlčinec)
- Merkelsgrün (Merklín)
- Salmthal (Pstruží u Merklína)
- Bärringen (Pernink)
- Fischbach (Oldřiš u Merklína)
- Irrgang (Bludná)
- Haid (Bor)
- Elm (Stráň)
- Lessau (Lesov)
- Sodau (Sadov)
- Wickwitz (Vojkovice nad Ohří)
- Rodisfort (Radošov) (teilweise)